# 交流配接器

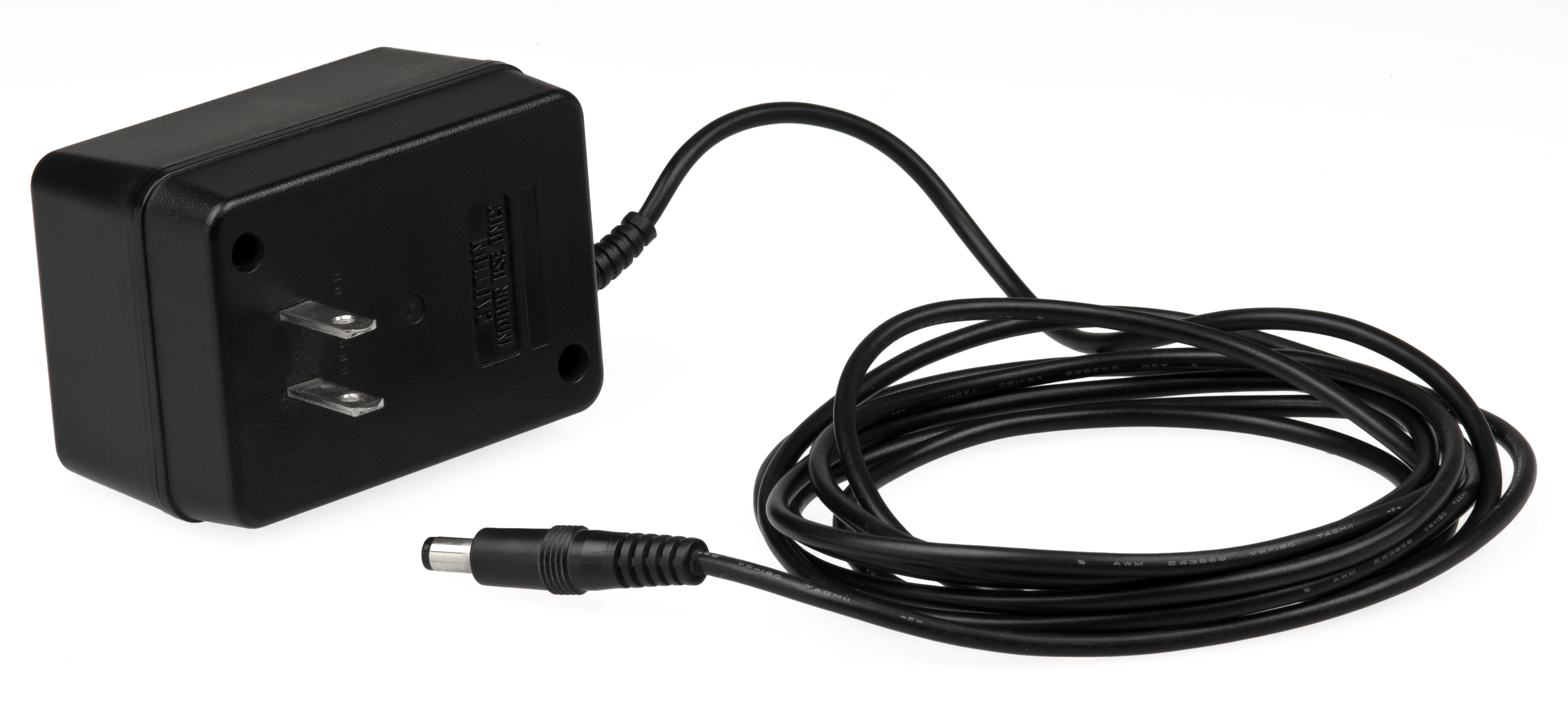
給家用游戏机使用的交流适配器

交流适配器又稱交流適配器、交流转接器，是将交流电轉直流电的外部電源组件，通常封裝於塑膠殼體內。輸入電壓從交流100V到240V不等，輸出適合電器使用的直流電。交流适配器可以配合一些需要電源，但內部沒有電路將市電交流電轉換為內部需要電源的電器。
有時配合交流适配器使用的電器其內部也有可充電電池，變壓器除了提供電器電源外，也提供電池充電用的電源。也有些交流适配器是專門配合電池充電器使用。電器若配合交流适配器使用，其內部就可以不用設定複雜的電能轉換電路，電器內部的電壓不高，電器本身也可以設計的更小更輕，而且若交流适配器改為用電池供電，電器也可以在行動時或戶外使用。不過因為交流适配器是獨立的元件，若多台設備都有各自配合的交流适配器，容易有混淆的問題。

## 工作模式

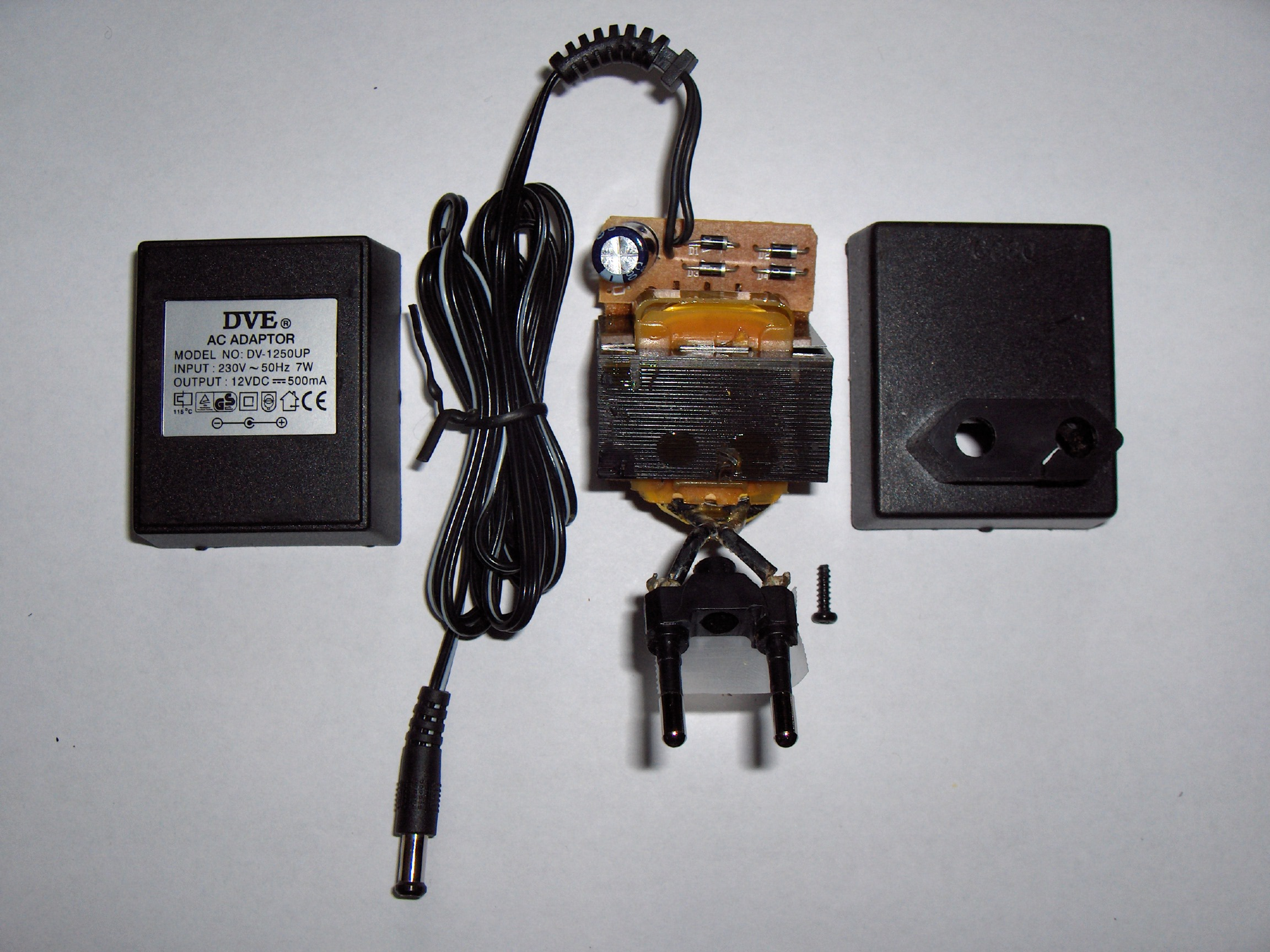
一個拆開的交流／直流轉換器，可以看到其中的電路構造：變壓器、四個做橋式整流的二極體、濾波用的电解电容

一開始，大多數的交流／直流轉換器是線性電源供應器，包括变压器將市電轉換到較低的交流電壓、整流器將交流電壓轉換為脈衝直流電壓，再透過濾波器將脈衝直流電壓濾波成直流電壓，其殘餘漣波很低，不會影響要供電的設備。電源供應器的大小及重量主要是受變壓器的影響，而變壓器也會隨輸出功率及市電頻率而不同。若其功率超過幾瓦，電源的體積太大，其重量也不是一般插頭可以負荷的，因此電源和插頭無法整合。這種的電源供應器的輸出電壓會隨負載大小而變化，若是需要更穩定的電壓，會加入線性穩壓器。變壓器及稳压器都有相當的損耗，因此效率不高，而且即使沒有驅動負載時，也會產生相當的熱。
在21世紀初期，許多开关电源（SMPS）用在這方面，幾乎是無所不在。市電電壓整流成直流電，驅動開關電路，其中有一個在高頻下運作的變壓器，最後輸出期望電壓下的直流電流。高頻的漣波會比市電下的低頻漣波要容易濾波。而且高頻下的變壓器比市電的變壓器體積要小，因此其熱損失也可以降低，而开关式的穩壓器效率也比線性稳压器要好。因此電源就比原來的更有效率、更小也更輕。其安全性和舊的電路一樣，因為仍然有變壓器隔離輸出電氣和市電。
線性電路需針對一個特定的，範圍較小的輸入電壓設計（例如220–240VAC），也需要使用市電頻率（多半是50或60 Hz）下的變壓器。而开关电源可以在相當寬的電壓及工作頻率下工作。例如支援100–240 VAC的开关电源幾乎就可以配合世界各地的電源了。
不過切換式的交流适配器多半會比傳統式的要容易壞，除非非常小心的設計，並且使用適當零件，才可能有較長的壽命。原因是因為开关电源其複雜的電路以及使用了半導體元件。除非設計的相當好，這類的交流适配器很容易因為過載而損壞，甚至是闪电帶來的暫態電壓，市電短暫的過電壓（有時是因為同一電源上的電燈泡損壞）、元件的老化等都會影響切換式交流适配器。切換式交流适配器非常常見的失效模式是所使用的电解电容其等效串联电阻（ESR）隨元件老化而變大，切換式交流适配器對等效串联电阻非常敏感（線性交流适配器也用电解电容，但老化的影響沒那麼大）。若仔細設計的切換式交流适配器，會注重電容器的ESR、漣波電流規格、脈衝運作以及溫度額定。

## 優點
外部交流适配器可以用在一些小型設備及可攜式設備。其優點有：
- 安全性：外部交流适配器讓設備設計者比較不用擔心安全性的議題。大部份的小型電氣設備需要的電壓不高，不會有安全危害（英语：safety hazard）的問題，但若使用市電供電，市電的110V/220V電壓使得設備需考慮安全性問題。因此若使用外部交流适配器（多半是用同軸電源線（英语：Coaxial power connector）將電連接到設備），在設備的外殼內不會有危險的電壓，在電氣設計上就不需考慮類似的危害。這對於一些輕量化的設備（大力碰撞時可能外殼會破碎，使內部電路裸露）又格外重要。
- 減少發熱：熱會減少電子零件的可靠度及壽命，而且會使一些敏感的電路變的不精確或是會誤動作。若使用交流适配器，主要的熱會在交流适配器，設備本身的熱源較少，溫度也會比較低。
- 減少電子雜訊：輻射雜訊會隨著距離的平方遞減。因此若將有許多雜訊的交流電源線或是汽車電源變成由交流适配器提供的，雜訊較少且有濾波的直流電源，讓輻射雜訊只會在交流适配器上產生，離開容易受雜訊干擾的電路，對製造商來說是有利的，可以減少設備受輻射雜訊影響的可能性。
- 易於更換：電源供應器因為暴露在電源突波下，其內部的發熱量大，本身就比其他的電路零件要容易損壞。外部交流适配器若損壞，只要知道其規格資訊，可以直接更換，不需維修損壞的電源供應電路。

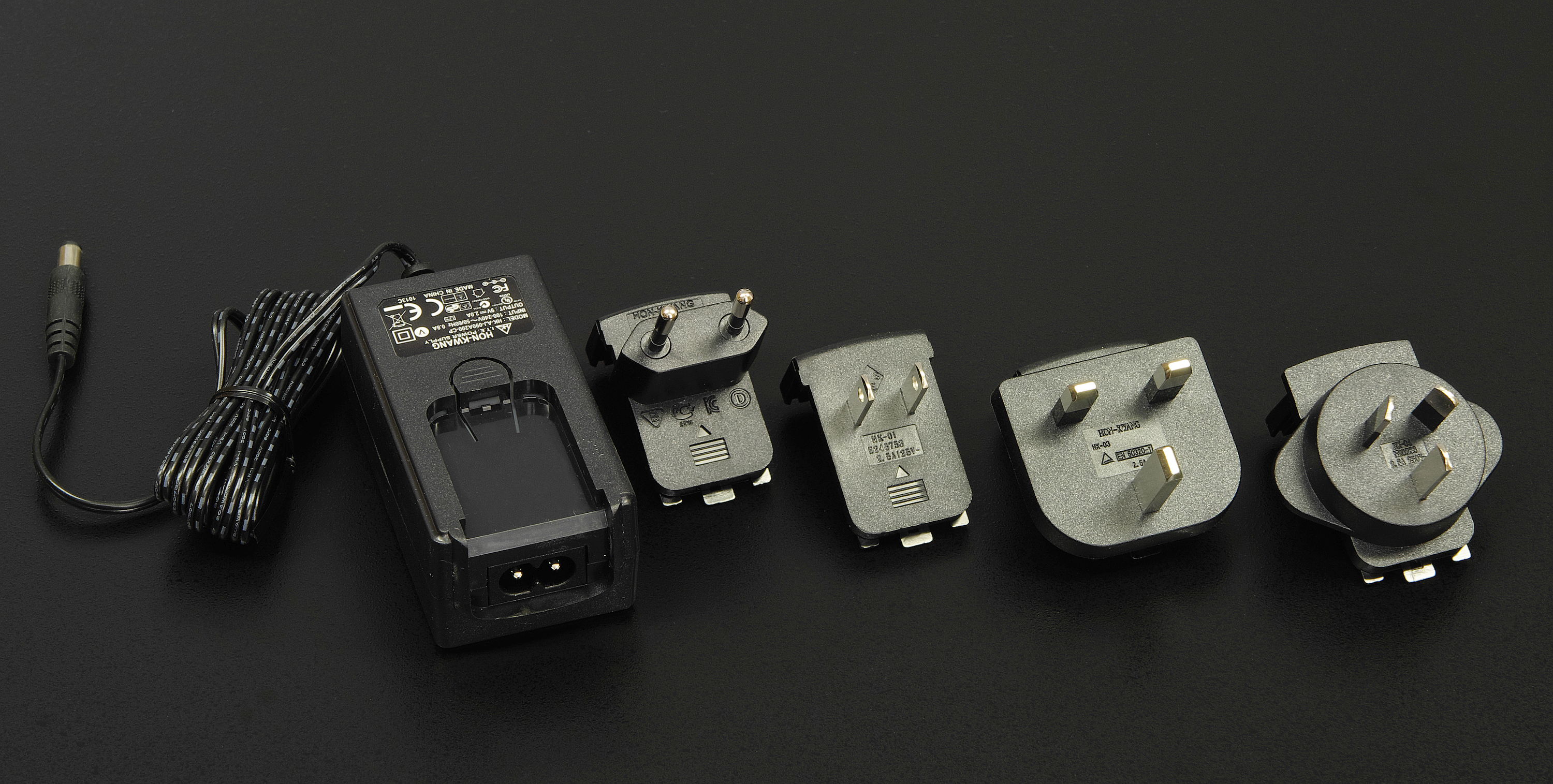
支援四種不同形式插頭的交流适配器

- 配置通用性：若配合不同的電力供應方式（例如120VAC, 240VAC或是外加的電池組），可以搭配不同的适配器使用，方便一些現場應用或是旅行時使用。
- 簡化產品的庫存、販售及認證：在國際各地販售及使用的電子裝置需要由許多不同的電源來源供電，也需要符合不同的司法管轄區的安全規範，多半需要像TÜV或是UL之類，國際性或是區域性安全認證機構的昂貴認證。若在不同的市場，產品都只有一種型式，只是配合不同國家電源及符合其安全規範的交流适配器使用，產品在製造、庫存及測試上只需有一種型式，只要讓交流适配器符合各國其安全規範即可。若產品的設計有更改（在消費性產品常常出現），交流适配器本身不需再重新測試。

## 缺點

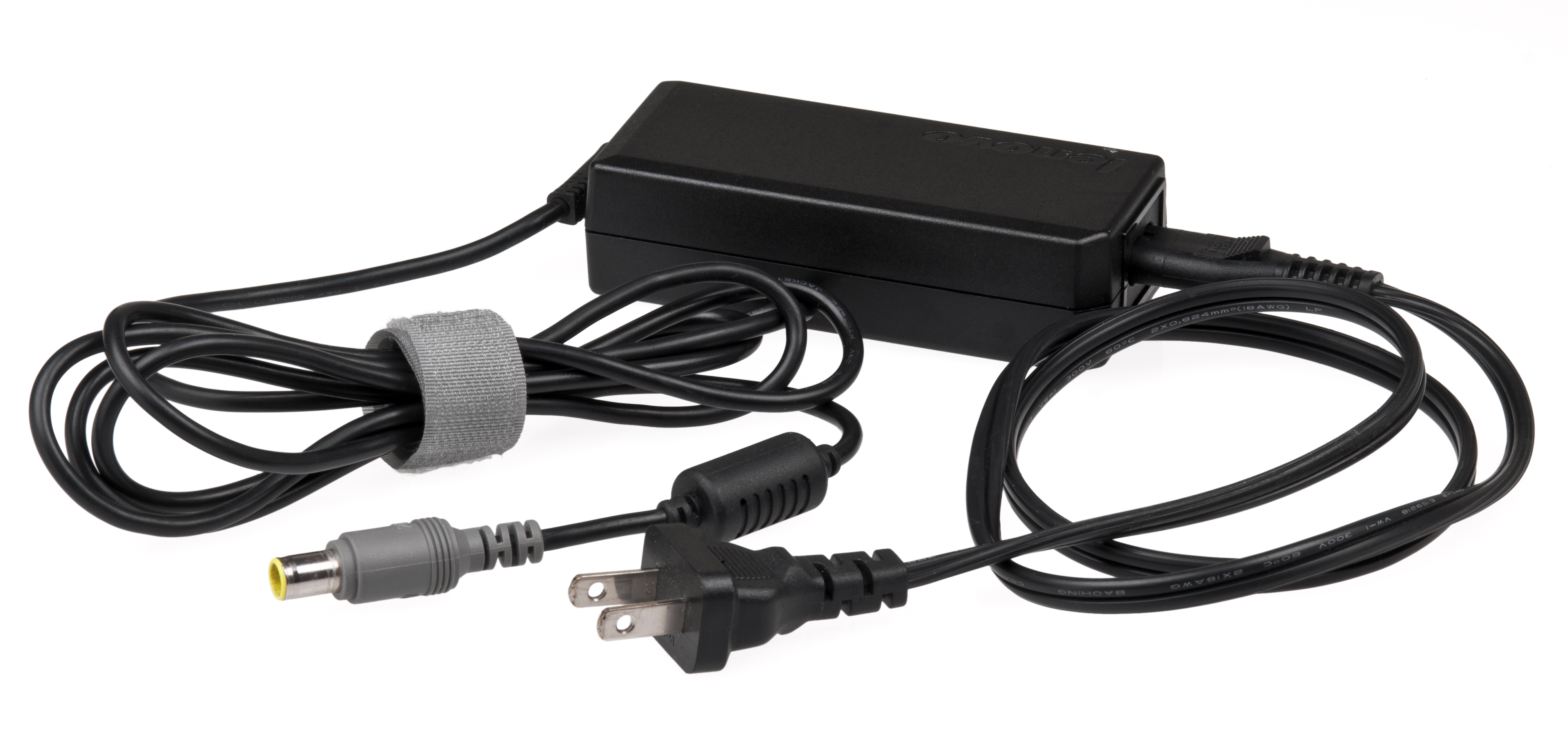
「磚式」的交流适配器，配合可拆卸式的交流電源線

交流适配器雖然方便使用，但也有一些相關的批評。以下是一些交流适配器的缺點：
- 體積：有些交流适配器直接和插頭整合在一起，這類插頭會比一般插頭要大，若配合接線板使用時，可能會讓其他的插頭無法插入。有些和插頭整合的交流适配器會作成較長且較薄的型式，設法讓其他的插頭可以同時插入，但其體積較大仍然是問題。
- 重量：有些交流适配器很重，會讓插頭承受過重的重量（視各國的插頭設計而定）。有些交流适配器是「磚式」的，有二組電源線，一組連接到插座，另一組連接到電氣設備，這類交流适配器可以放在附近地上，就不會讓插座及插座承受太重的重量，但比較雜亂是其缺點。在旅行時，設備外加交流适配器的重量比較不會是問題，因為若不用外加交流适配器，可能就要讓設備本體變的比較重。
- 低效率：在設備電源關閉，甚至設備已沒有連接交流适配器時，交流适配器的待機模式仍需要消耗電力。若設備的電源轉換是在內部，而且其開關即為電源開關，關閉時直接關閉電源，就不會有這類的問題。
- 混淆：外部交流适配器外觀差異不大，也不會清楚標示它設計要供電的設備是哪一個。一旦外部交流适配器和電器分開擺放，就不容易找到它是對應哪一個設備，尤其若有多個電器有各自的外部交流适配器，更容易出現此一情形。
- 相容性問題：目前對於适配器連接設備的接頭沒有一致的標準，可能二個交流适配器是同一種接頭，但其電壓大小不同，或是極性相反。因此某一交流适配器可能在結構上可以連接到另一電器，但其電壓或是極性定義是相反的，這可能會造成電器的損毀。

有一項針對消費者的問卷指出消費者普遍對於電子產品交流适配器的價格、不方便以及浪費有所不滿。科幻小說作者並且是讽刺作家的道格拉斯·亞當斯曾寫過一篇文章哀嘆交流适配器的繁多以及混亂，希望可以有進一步的標準化。

## 外部連結
- How to choose a wallwart for your small appliance, and how to get rid of them （页面存档备份，存于）
- External Power Supplies （页面存档备份，存于） Energy star information on external power supply specification and testing
- Free eBook: TEST AC Power Adapters （页面存档备份，存于）